# Spurilla chromosoma
Spurilla chromosoma är en snäckart som beskrevs av Cockerell och John Nevill Eliot 1905. Spurilla chromosoma ingår i släktet Spurilla och familjen snigelkottar. Inga underarter finns listade i Catalogue of Life.